# Carl Bagger

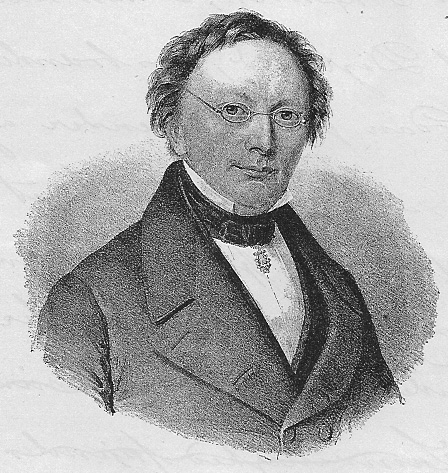
Carl Bagger

Carl Christian Bagger (* 11. Mai 1807 in Kopenhagen; † 25. Oktober 1846 in Odense) war ein dänischer Schriftsteller und Journalist. Er schrieb unter dem Pseudonym Johannes Harring sein wohl bekanntestes Werk Min broders levned.

## Leben
Bagger war der uneheliche Sohn des Juristen Peter Christian Bagger (5. Juni 1772–20. Mai 1810). Seine aus Norwegen stammende Mutter, die Tabakverkäuferin Margrethe Sophie Poulsen (1786–1808), brachte ihn im königlichen Geburtsstift in Kopenhagen zur Welt. Am 16. Mai 1807 wurde als Nr. 488 auf seine beiden Vornamen getauft. Am 24. Mai verließ seine Mutter die Stiftung und nahm ihn zu sich. Sie starb jedoch bald darauf im Herbst 1808 an Gallenfieber.
Bagger kam im Alter von 11 Jahren in die Domschule von Roskilde, und 1822 wechselte er an die neu gegründete Schule in Sorø. Nach erfolgreichem Abschluss seiner Schulzeit begann er an der Universität Kopenhagen Philologie und Literatur zu studieren. Zu den Freunden seiner Studienzeit in Kopenhagen gehörten Friedrich Carl Petit und Hans Christian Andersen. Nach Abschluss seiner Studien bekam Bagger eine Anstellung als Feuilletonist bei einer Kopenhagener Zeitung.
1836 musste er sich eine Anstellung suchen, da seine finanziellen Mittel nicht mehr ausreichten, um die Familie zu ernähren. Er wechselte als Chefredakteur zur Zeitschrift Fyens Stiftsavis nach Odense. Diesen Posten hatte er bis an sein Lebensende inne, wenngleich er sich dort nicht wohl fühlte und seine geistige und körperliche Kraft schnell nachließen. Er starb dort im Alter von 39 Jahren.
Ein Schwerpunkt in seinem literarischen Frühwerk ist die Lyrik, welche später hinter den Erzählungen zurücktreten müssen. Die autobiographische Erzählung Min Broders Levned (deutsch: Meines Bruders Leben) entstand 1835 nach französischen Vorbildern und gilt als eines seiner wichtigsten Werke. 1847 wurde sie von Julius Reuscher ins Deutsche übersetzt.

## Familie
Bagger heiratete am 3. November 1837 in Basnæs Thora Alvilde (geborene Fiedler, 14. August 1810–13. März 1897) der Tochter des Richters Frederik Christian Fiedler (1775–1829) und dessen Frau Juliane Marie (geborene Sporon, 1781–1837). Diese vermählte sich nach seinem Tod am 2. Mal 1851 mit Lauritz William Borum (1818–1856)
Baggers Großeltern väterlicherseits waren der Justizrat Johan Poul Bagger (* 25. Juni 1736) und Anne Elisabeth (geborene Borre, * September 1732). Der Bischof Hans Bagger war einer seiner Vorfahren. Baggers Biograf berichtet, dass der Vater keine Ehe mit einer Frau eingehen wollte, die nicht standesgemäß war. Er zahlte jedoch den Unterhalt für seine Geliebte und seinen Sohn. Er sorgte dafür, dass der Sohn die Rechte eines ehelich geborenen Kindes erhalten und den Namen des Vaters bekommen sollte. Nach dem Tod der Mutter kam Bagger zunächst zu seinem Onkel, dem Marinekapitän Charles Frederik Borre Bagger (1. November 1780–1814), und nach dessen Tod in die Obhut seiner Großmutter.

## Werke
- Dronning Christine af Sverrig og Monaldeschi. Eget Forlag, Kopenhagen 1833 (eingeschränkte Vorschau in der Google-Buchsuche – Tragödie in fünf Akten).
- Smaadigte. Kopenhagen 1834 (books.google.de).
- unter Pseudonym Johannes Harring: Havets Konge: et Eventyr. Kopenhagen 1835 (kb.dk PDF).
- Den engelske Kaptajn og andre Digte.
- Samlede Værker. Schubothe, Kopenhagen Band 1: Fortaellinger i prosa. 1866 (archive.org), Band 2: Dramatisk digting. Mindre digte. 1867 (archive.org).
- Min broders levned. Illustriert von Erik Henningsen. Schubotheske Forlag, Kopenhagen 1899 (archive.org).
  - Meines Bruders Leben, eine Erzählung (= Bibliothek der deutschen Literatur. Band 46). Saur, München 1990, ISBN 3-598-50118-8 (babel.hathitrust.org – Erstausgabe: Carl Heinrich Schulze, Berlin  1847, unter Pseudonym Johannes Harring, übersetzt von Julius Reuscher).